# Giusi Ferré
Giuseppina Savina Ferré, detta Giusi (Milano, 16 dicembre 1946 – Milano, 14 aprile 2022), è stata una giornalista, saggista e opinionista italiana.

## Biografia
Iscritta all'Ordine dei giornalisti dal 4 dicembre 1975, si occupò prevalentemente di moda e tendenze; scrisse per il Corriere della Sera, collaborando al supplemento Io Donna. Fu opinionista in vari programmi televisivi e nel biennio 2010-2012 condusse Buccia di banana sull'emittente Lei. Incentrò due dei suoi libri sullo stilista Gianfranco Ferré, col quale non aveva alcun rapporto di parentela.

## Opere
- Timberlandia, Milano, Mondadori, 1987
- Alberta Ferretti: lusso, calma, leggerezza, Milano, Leonardo, 1998 (con Samuele Mazza)
- Gianfranco Ferré: la poesia del progetto, Milano, Leonardo, 1998
- Gianfranco Ferré: itinerario, Milano, Leonardo, 1999
- Now and... Moncler 1952-2002, Milano, Baldini & Castoldi, 2002
- Buccia di banana: lo stile e l'eleganza dalla A alla Z, Milano, Rizzoli, 2012

## Televisione
- Oltremoda (2002-2009)
- Processo a X-Factor (2009)
- Buccia di banana (2010-2012)
- Italia's Next Top Model (2011)